# Yo-Yo Ma e i musicisti della via della seta
Yo-Yo Ma e i musicisti della via della seta (The Music of Strangers: Yo-Yo Ma and the Silk Road Ensemble) è un film documentario del 2015 diretto da Morgan Neville.
Il film è incentrato sul progetto Silk Road Ensemble..

## Trama
Il violoncellista Yo-Yo Ma, fondatore del "Silk Road Ensemble", discute insieme ad altri artisti internazionali sul valore e la forza universale della musica. Proponendo come loro filosofia di vita la ricerca degli indissolubili legami che uniscono l’umanità intera, i "Musicisti della Via della Seta" raccontano la propria esperienza all'interno di un progetto coraggioso e rivoluzionario, rendendo evidente la futilità delle convenzioni che vorrebbero gli uomini gli uni contro gli altri.

## Distribuzione
Il film è stato presentato in anteprima mondiale durante il Toronto International Film Festival (2015) quindi alla 67ª Festival internazionale del cinema di Berlino per poi arrivare in Italia nel giugno 2016 alla 12ª edizione di Biografilm Festival. Viene distribuito nelle sale cinematografiche di tutta Italia dalla casa di distribuzione bolognese I Wonder Pictures a partire dal 24 novembre 2016.